# 鈴木敬三
鈴木 敬三（すずき けいぞう、1913年（大正2年）11月19日 -1992年（平成4年）7月28日）は、日本の歴史学者。國學院大學名誉教授。専門は風俗史・有職故実学。

## 来歴
東京市浅草区神吉町（現在の台東区東上野）出身。本姓は加賀で、誕生とともに父の生家の養子となる。1938年に國學院大學国史学科を卒業し、1942年から宮内庁図書寮勤務。1946年に退官。國學院高等学校教諭を経て、1951年から國學院大學文学部講師、1960年同助教授、1965年同教授。1984年に定年退職して名誉教授となるまでに、國學院高等学校副校長などを務める。78歳で没し、墓は谷中霊園にある。

## 人物
- 専門は風俗史・有職故実学で、公家故実・武家故実両方に通じた。特に甲冑の研究で知られ、若くして『日本甲冑史』を著すが、東京大空襲によって原稿・図版が全て失われた。
- 厳密な歴史考証によって古い時代の衣装を実際に再現・着用させることで、考証の正しさを実証しようとする手法は、その後の歴史学に大きな影響を与えた。
- NHK大河ドラマ「草燃える」「徳川家康」「独眼竜政宗」「武田信玄」「太平記」などの考証もつとめた。

## 著書
- 『服装と故実-有職故実図解-』河原書店、1950年（のち『有職故実図典』と改題改訂）
- 『初期絵巻物の風俗史的研究』吉川弘文館 1960年
- 『日本の服装（上）』歴世服装美術研究会（編集代表者）吉川弘文館　1964年
- 『有職故実―国語・国文資料図集』全教図 1983年
- 『有職故実大辞典』（編著）吉川弘文館 1996年